# Stari Martinac
Stari Martinac (szerbül: Стари Мартинац), település Bosznia-Hercegovinában, Srbac községben, Bosanska krajina területén, a Szerb Köztársaságban. 

## Fekvése
Bosznia-Hercegovina északi részén, Banja Lukától légvonalban 31, közúton 54 km-re északkeletre, községközpontjától légvonalban 12, közúton 14 km-re délnyugatra, az Orbász jobb partján húzódó síkság déli szélén, 100-220 méteres tengerszint feletti magasságban található.

## Népessége
| Nemzetiségi csoport | Népesség 1991 | Népesség 2013 |
| ------------------- | ------------- | ------------- |
| Szerb               | 428           | 321           |
| Bosnyák             | 0             | 0             |
| Horvát              | 0             | 2             |
| Jugoszláv           | 11            | 0             |
| Egyéb               | 13            | 8             |
| Összesen            | 452           | 331           |

## Története
A helyi hagyomány szerint Martinac, Ilicani, Kriškovci és Šeškovci falvakat négy testvérről nevezték el: Martinról (aki apjától a hegyektől az Orbászig terjedő területet – a mai Martinac - kapta), Ilijáról (a Prosječka folyóig terjedő dombos területtel – a mai Ilićani), Kriškáról (a birtok déli része – Kriškovci) és Šiškáról (a régi házak környéke – Šeškovci). A település 1878-ig tartozott az Oszmán Birodalomhoz, ekkor a berlini kongresszus határozata alapján az Osztrák-Magyar Monarchia része lett. 1879-ben az első osztrák-magyar népszámlálás során a Prnjavori járáshoz tartozó településnek 32 háztartása és 214 ortodox lakosa volt. Az osztrák-magyar uralom idején főként Galíciából nagyszámú lengyel és ukrán lakosság települt át Boszniába, köztük Martinacra is. 1910-ben a Prnjavori járáshoz tartozó településen 65 háztartást, 376 ortodox, 22 római katolikus és 8 görög katolikus lakost találtak. A monarchia szétesésével 1918-ban előbb a Szerb-Horvát-Szlovén Királyság, majd 1929-től a Jugoszláv Királyság része. 1921-ben a községnek 81 háztartása és 418 lakosa volt. Az 1929-es törvény értelmében, amikor Bosznia-Hercegovinát négy banovinára, Drinskára, Vrbaskára, Zetskára és Primorskára osztották, a település a Vrbaska banovina része lett, amelynek székhelye Banja Luka volt Jugoszlávia megszállása után a Független Horvát Állam (NDH) része lett. A második világháború után a település a szocialista Jugoszláviához tartozott. A lengyelek a második világháború után visszatelepültek Lengyelországba. Az ukránok részben asszmilálódtak, részben pedig főként Vajdaság és Szlavónia nagyobb településeire költöztek. 1953-ben Martinacon még 140 ukrán élt, számuk azonban 1991-re 13-ra csökkent. A daytoni békeszerződést követő területfelosztásnál a település Srbac község részeként a Szerb Köztársaság területéhez került.

## Oktatás
A településen a srbaci „Jovan Jovanović Zmaj” Általános Iskola négyosztályos területi iskolája működik.

## Nevezetességei
Szent Péter és Pál apostolok tiszteletére szentelt pravoszláv temploma.